# Piranesi
О художнике Джованни Баттиста Пиранези см. соотв. статью
 Piranesi — растровый редактор для обработки 3-мерных моделей. Разработан специально для архитекторов, дизайнеров, визуализаторов, с целью создания нефотореалистичного рендеринга проектов. Являясь 2-мерным, считывает информацию с 3-мерной графики. Учитываются параметры цвета (сохраняется информация о цвете каждого пикселя), материала, глубины. Программа разработана английской компанией Informatix. Названа в честь знаменитого итальянского архитектора, художника-графика, мастера архитектурных пейзажей — Джованни Баттисты Пиранези. В настоящее время Piranesi доступен на платформах Mac OS и Microsoft Windows.

## Возможности
Позволяет превращать визуализацию в красочные, реалистичные модели; создавать иллюстрации, стилизованные под нарисованные вручную картины.
Идеально подходит для формирования презентаций на основе 3-мерных моделей. Даёт возможность представить проект с учётом времени года, освещения, антуража.

## Особенности
- Piranesi сохраняет в двумерном изображении информацию об объёмных свойствах модели. Все параметры обрабатываются, а инструменты применяются с учётом перспективы.
- Кроме цветового канала (RGB), работа ведется в каналах глубины (depth) и материалов (materials).
- Рисование и эффекты применяются к указанным частям изображения, не требуя создания масок. Это возможно благодаря встроенной в Piranesi системе блоков. Данная особенность редактора помогает сохранить массу времени и усилий.
- Piranesi позволяет оформлять иллюстрации в различной стилистике: уголь, акварель, эскиз, карандашный рисунок, пейзаж и т. д.
- Работа идет гораздо быстрее, чем в реальном 3D, а результат более реалистичный, чем в обычном 2D.
- 2D- или 3D-фильтры, эффекты, материалы и рисующие инструменты применяются к отдельным элементам сцены.
- Возможность вставки двухмерных объектов с учётом глубины их расположения и генерация трехмерных теней.
- Piranesi допускает повторное выполнение действий с различными параметрами.
- Программа содержит около 3000 растровых картинок, текстур, фотореалистичных и нефотореалистичных аппликаций для использования в художественных представлениях.

## Основы работы
Любые процедуры применяются как ко всему изображению целиком (например, размытие цветов или фильтр Blur), так и к отдельным объектам, поверхностям или их группам.
- Блоки (locks) позволяют производить определённые манипуляции над отдельными частями изображения. Можно установить блок плоскости, материала, цвета или ориентации; благодаря этому создавать маски совершенно не понадобится. К примеру, при установленном блоке плоскости рисование, заливка и эффекты будут применяться только к выбранным граням, не заходя за края. При включенном блоке материала — к указанным материалам.
- Текстуры. Piranesi снабжена огромной библиотекой текстур: фасады зданий, элементы ландшафта, облицовочные материалы и т. д. Благодаря большому количеству дополнительных настроек, свойства любой из текстур можно изменять и оптимизировать конкретно для каждого индивидуального случая. Автоматически масштабируются при наложении, в зависимости от расстояния до точки наблюдения. Программа позволяет добавлять собственные текстуры.
- Аппликации (cutouts). В набор аппликаций Piranesi включены 2- и 3-мерные, фотореалистичные и нефотореалистичные изображения, такие как фигуры людей, растительность, уличная фурнитура, транспорт и тому подобное. Объекты автоматически масштабируются и накладываются (или, наоборот, «подкладываются») в зависимости от информации о глубине сцены и их положения в ней. При этом они даже отбрасывают геометрически корректные тени. Piranesi также позволяет добавлять собственные.
- Художественные эффекты. Создание эффектов возможно различными методиками. Например, операция Enhanced Fade (Усиленное затухание) позволяет создавать туманности, тающую вдали дымку и тому подобные эффекты. Операция Captured Texture (Схваченная текстура) позволяет легко строить отражения и манипулировать ими. Также для создания нефотореалистичных эффектов применяются стили, заливки, кисти, штампы и множество других инструментов.
- Кисти. В Piranesi предусмотрены переопределяемые кисти, и их настройки можно сохранять для дальнейшего повторного использования. Одно из свойств — автоматическая ориентация кистей в пространстве, в зависимости от плоскости, на которой вы рисуете. Благодаря этому стало значительно проще сохранять перспективу при рисовании. След кисти меняет свою форму в зависимости от мнимой ориентации поверхности, на которой рисуют (то есть вы как бы работаете с объемными предметами).
- Стили. Под стилями в Piranesi подразумевается последовательность операций, при помощи которой достигается определённый эффект (например, акварель, эскиз, карандашный набросок и т. п.). Программа содержит готовую библиотеку стилей. Функция Style Recorder позволяет создавать и сохранять собственные.
- Свет. Как и в других рендерах, реализована полноценная работа со светом.

## Взаимодействие с другими программами
Piranesi поддерживает собственный формат EPix. Прямой экспорт возможен из следующих 3D-пакетов:
- Google SketchUp,
- Accurender,
- ArchiCAD,
- Art*lantis,
- Autodesk AutoCAD,
- Autodesk 3ds Max
- Autodesk 3ds Max Design,
- VIZ,
- Autodesk Architectural Desktop,
- Autodesk Building Systems,
- Autodesk Civil 3D,
- Autodesk Revit for Architecture,
- Bentley Microstation,
- Cheetah,
- Cinema 4D,
- Form*Z,
- LightWave 3D,
- MicroGDS,
- modo 302,
- Navisworks,
- VectorWorks,
- RenderWorks,
- Vedute.

## Статьи
- статья в журнале Compress
- новость на 3DOMEN (недоступная ссылка)
- заметка на CADinfo
- статья на Dennis Publishing; автор Tom Arah
- американская ассоциация архитекторов

## Уроки
- видеоуроки по основам работы